# Rancho Moralitos
Rancho Moralitos är en ort i Mexiko.   Den ligger i kommunen Celaya och delstaten Guanajuato, i den centrala delen av landet, 210 km nordväst om huvudstaden Mexico City. Rancho Moralitos ligger 1 753 meter över havet och antalet invånare är 131.
Terrängen runt Rancho Moralitos är platt åt nordost, men åt sydväst är den kuperad. Runt Rancho Moralitos är det tätbefolkat, med 849 invånare per kvadratkilometer. Närmaste större samhälle är Celaya, 4,3 km norr om Rancho Moralitos. Trakten runt Rancho Moralitos består till största delen av jordbruksmark.